# Bryn Mawr-Skyway
Bryn Mawr-Skyway is een plaats (census-designated place) in de Amerikaanse staat Washington, en valt bestuurlijk gezien onder King County.

## Demografie
Bij de volkstelling in 2000 werd het aantal inwoners vastgesteld op 13.977.

## Geografie
Volgens het United States Census Bureau beslaat de plaats een oppervlakte van
8,6 km², waarvan 8,2 km² land en 0,4 km² water.

## Plaatsen in de nabije omgeving
De onderstaande figuur toont nabijgelegen plaatsen in een straal van 8 km rond Bryn Mawr-Skyway.